# Liste der Mitglieder des Landtages Schleswig-Holstein (1. Wahlperiode)
Diese Liste gibt einen Überblick über alle Mitglieder des Landtages von Schleswig-Holstein der 1. Wahlperiode (8. Mai 1947 bis 31. Mai 1950).

## Präsidium
- Präsident:
 Karl Ratz (SPD)
- Erster Vizepräsident:
 Thomas Andresen (CDU)
- Zweiter Vizepräsident:
 Karl Panitzki (SPD)
- Erster Schriftführer:
 Paul Dölz (SPD)
  - Vertreter: Hermann Clausen (SSW)
- Zweite Schriftführerin:
 Emmy Lüthje (CDU)
  - Vertreterin: Ilse Brandes (CDU, ab 8. April 1950 parteilos)

## Zusammensetzung
Nach der Landtagswahl vom 20. April 1947 setzte sich der Landtag wie folgt zusammen:
- SPD: 43 Sitze
- CDU: 21 Sitze
- SSW: 6 Sitze

## Fraktionsvorsitzende
- SPD-Landtagsfraktion
 Andreas Gayk

- CDU-Landtagsfraktion
 Carl Schröter

- SSW-Landtagsfraktion
 Samuel Münchow

## Abgeordnete
| Name                               | Lebensdaten | Partei | Wahlkreis/ Landesliste    | Stimmen in % | Bemerkungen                                                |
| ---------------------------------- | ----------- | ------ | ------------------------- | ------------ | ---------------------------------------------------------- |
| Heinz Adler                        | 1912–1990   | SPD    | Landesliste               |              |                                                            |
| Bernhard Ahrens                    | 1905–1978   | SPD    | Pinneberg-Süd             | 48,8         |                                                            |
| Thomas Andresen                    | 1897–1972   | CDU    | Landesliste               |              |                                                            |
| Carl-Christian Arfsten             | 1889–1969   | CDU    | Landesliste               |              |                                                            |
| Erich Arp                          | 1909–1999   | SPD    | Husum                     | 37,2         | ab 15. Januar 1949 fraktionslos                            |
| Berthold Bahnsen                   | 1913–1971   | SSW    | Landesliste               |              | eingetreten am 28. August 1947                             |
| Walther Böttcher                   | 1901–1983   | CDU    | Landesliste               |              |                                                            |
| Ilse Brandes                       | 1897–1997   | CDU    | Landesliste               |              | stellv. 2. Schriftführerin / ab 8. April 1950 fraktionslos |
| Hans Bundtzen                      | 1883–1948   | CDU    | Schleswig-Nord            | 39,9         | verstorben am 13. Juni 1948                                |
| Josef Cierocki                     | 1886–1960   | CDU    | Landesliste               |              |                                                            |
| Eduard Clasen                      | 1901–1985   | SPD    | Landesliste               |              |                                                            |
| Hermann Clausen                    | 1885–1962   | SSW    | Landesliste               |              | stellv. Schriftführer                                      |
| Walter Damm                        | 1904–1981   | SPD    | Pinneberg-Uetersen        | 50,5         |                                                            |
| Bruno Diekmann                     | 1897–1982   | SPD    | Landesliste               |              |                                                            |
| Peter Dohrn                        | 1880–1967   | CDU    | Norderdithmarschen        | 44,9         |                                                            |
| Paul Dölz                          | 1887–1975   | SPD    | Eiderstedt                | 43,5         | 1. Schriftführer                                           |
| Max Emcke                          | 1892–1982   | CDU    | Kiel II                   | 50,8         |                                                            |
| Wilhelm Esser                      | 1907–1995   | SPD    | Segeberg-Süd              | 49,8         |                                                            |
| Karl Feldmann                      | 1892–1963   | SPD    | Rendsburg-Süd             | 41,9         |                                                            |
| Heinrich Fischer                   | 1909–1983   | SPD    | Segeberg-Nord             | 45,6         |                                                            |
| Detlef Frahm                       | 1886–1969   | CDU    | Landesliste               |              |                                                            |
| Alfred Franzke                     | 1896–1979   | SPD    | Süderdithmarschen-Meldorf | 47,6         |                                                            |
| Andreas Gayk                       | 1893–1954   | SPD    | Kiel IV                   | 53,7         |                                                            |
| Otto Gramcko                       | 1901–1990   | SPD    | Stormarn-Süd              | 44,5         |                                                            |
| Max Grothe                         | 1899–1968   | SPD    | Plön-Nord                 | 47,0         |                                                            |
| Wilhelm Gülich                     | 1895–1960   | SPD    | Lauenburg-Elbe            | 53,6         |                                                            |
| Frieda Hackhe-Döbel                | 1911–1977   | SPD    | Kiel III                  | 48,5         |                                                            |
| Alfred Hagelstein                  | 1897–1956   | CDU    | Landesliste               |              |                                                            |
| Johannes Hagge                     | 1893–1964   | CDU    | Schleswig-Süd             | 35,6         |                                                            |
| August Haut                        | 1881–1958   | SPD    | Lübeck III                | 56,4         |                                                            |
| Hubert Hundt                       | 1898–1984   | SPD    | Pinneberg-Elmshorn        | 47,1         |                                                            |
| Peter Jensen                       | 1890–1969   | CDU    | Flensburg III             | 44,5         |                                                            |
| Wilhelm Käber                      | 1896–1987   | SPD    | Steinburg-Nord            | 47,4         |                                                            |
| Friedrich Klaus                    | 1887–1964   | CDU    | Landesliste               |              |                                                            |
| Hans-Jürgen Klinker                | 1921–1988   | CDU    | Landesliste               |              | eingetreten am 1. November 1948 für Hans Bundtzen          |
| Luise Klinsmann                    | 1896–1964   | SPD    | Landesliste               |              |                                                            |
| Willi Koch                         | 1903–1968   | CDU    | Landesliste               |              |                                                            |
| Heinz Kock                         | 1904–1972   | SPD    | Eutin-Süd                 | 52,3         | ausgeschieden am 12. Dezember 1949                         |
| Anni Krahnstöver                   | 1904–1961   | SPD    | Landesliste               |              | ausgeschieden am 4. Februar 1948                           |
| Wilhelm Kuklinski                  | 1892–1963   | SPD    | Rendsburg-Nord            | 36,9         |                                                            |
| Eugen Lechner                      | 1903–1971   | SPD    | Eckernförde               | 39,3         |                                                            |
| Joachim von der Lieth              | 1904–1947   | SPD    | Lauenburg-Ost             | 55,8         | verstorben am 25. August 1947                              |
| Elly Linden                        | 1895–1987   | SPD    | Lübeck I                  | 49,4         |                                                            |
| Paul Lohmann                       | 1902–1953   | SPD    | Neumünster                | 51,7         |                                                            |
| Friedrich Wilhelm Lübke            | 1887–1954   | CDU    | Bredstedt                 | 41,4         |                                                            |
| Hermann Lüdemann                   | 1880–1959   | SPD    | Lübeck II                 | 47,9         |                                                            |
| Otto Lüth                          | 1899–1965   | SPD    | Oldenburg-West            | 47,7         |                                                            |
| Emmy Lüthje                        | 1895–1967   | CDU    | Landesliste               |              | 2. Schriftführerin                                         |
| Christian Mahler                   | 1900–1976   | SSW    | Landesliste               |              | eingetreten am 22. Mai 1947                                |
| Hermann von Mangoldt               | 1895–1953   | CDU    | Landesliste               |              |                                                            |
| Wilhelm Mohr                       | 1885–1969   | CDU    | Landesliste               |              |                                                            |
| Karl Müller                        | 1900–????   | SPD    | Landesliste               |              | eingetreten am 24. November 1947 für Joachim von der Lieth |
| Samuel Münchow                     | 1893–1976   | SSW    | Flensburg II              | 56,8         |                                                            |
| Andreas Nielsen                    | 1883–1958   | SPD    | Niebüll                   | 32,7         |                                                            |
| Hans Oldorf                        | 1896–1964   | SPD    | Landesliste               |              |                                                            |
| Hermann Olson                      | 1893–1958   | SSW    | Flensburg I               | 61,5         |                                                            |
| Karl Panitzki                      | 1881–1970   | SPD    | Oldenburg-Ost             | 54,1         |                                                            |
| Otto Passarge                      | 1891–1976   | SPD    | Lübeck IV                 | 60,6         |                                                            |
| Kurt Pohle                         | 1899–1961   | SPD    | Rendsburg-Ost             | 45,7         |                                                            |
| Karl Ratz                          | 1897–1961   | SPD    | Kiel I                    | 42,2         |                                                            |
| Victor Graf von Reventlow-Criminil | 1916–1992   | SSW    | Landesliste               |              |                                                            |
| Franz Ryba                         | 1910–1987   | CDU    | Landesliste               |              |                                                            |
| Richard Schenck                    | 1900–1979   | SPD    | Landesliste               |              | ab 27. April 1950 fraktionslos                             |
| Wilhelm Schmehl                    | 1892–1962   | SPD    | Landesliste               |              | eingetreten am 3. Mai 1948 für Anni Krahnstöver            |
| Carl Schröter                      | 1887–1952   | CDU    | Landesliste               |              |                                                            |
| Hermann Schwieger                  | 1908–1976   | SPD    | Süderdithmarschen-Marne   | 46,0         |                                                            |
| Wilhelm Siegel                     | 1890–1977   | SPD    | Stormarn-Oldesloe         | 53,8         |                                                            |
| Hans Stade                         | 1888–1987   | SPD    | Landesliste               |              |                                                            |
| Willi Steinhörster                 | 1908–1978   | SPD    | Steinburg-Süd             | 49,3         |                                                            |
| Theodor Steltzer                   | 1885–1967   | CDU    | Landesliste               |              | ausgeschieden am 22. Mai 1947                              |
| Gerhard Tackmann                   | 1911–1989   | SPD    | Eutin-Nord                | 50,8         |                                                            |
| Johannes Thole                     | 1880–1952   | CDU    | Landesliste               |              |                                                            |
| Hugo Voß                           | 1900–1984   | SPD    | Landesliste               |              |                                                            |
| Theodor Werner                     | 1884–1973   | SPD    | Plön-Süd                  | 45,9         |                                                            |